# 曼戈 (库内奥省)

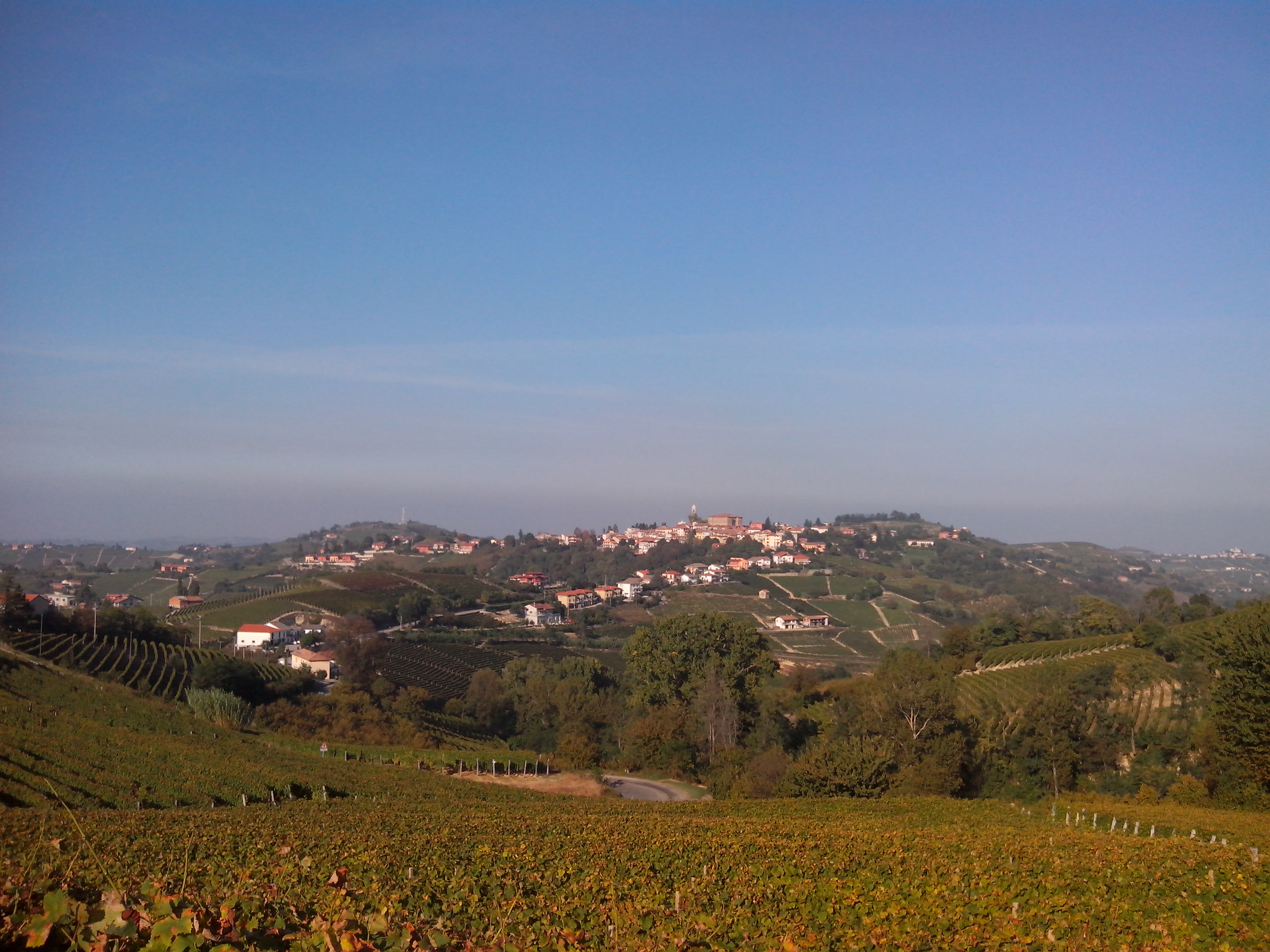
全景图

曼戈（義大利語：Mango）是意大利皮埃蒙特大区庫內奧省的市镇。位于都灵东南60公里，库内奥东北60公里处，面积为20.03平方公里，人口数量为1,301人（2017年）。